# Legume
Legume är en ort i Australien. Den ligger i kommunen Tenterfield Municipality och delstaten New South Wales, i den sydöstra delen av landet, omkring 610 kilometer norr om delstatshuvudstaden Sydney. Orten hade 168 invånare år 2021.
Närmaste större samhälle är Killarney, nära Legume. 